# Насарава
Насарава (англ. Nasarawa) — штат в центральной части Нигерии. 15 по площади и 35 по населению штат Нигерии. Административный центр штата — город Лафиа.

## История
Насарава — сельскохозяйственный штат Нигерии с большими месторождениями соли и бокситов. Был образован 1 октября 1996 года из штата Плато.

## Административное деление
Административно штат делится на 13 ТМУ:
| - Akwanga - Awe - Doma - Karu - Keana - Keffi - Kokona |  | - Lafia - Nassarawa - Nassarawa-Egon - Obi - Toto - Wamba |